# Chiesa di San Leonardo (Martis)
La chiesa di San Leonardo è una chiesa campestre situata in territorio di Martis, centro abitato della Sardegna settentrionale. Consacrata al culto cattolico fa parte della parrocchia San Pantaleo, diocesi di Tempio-Ampurias.
La chiesa, restaurata di recente, è ubicata a circa due chilometri dal paese. È una tra le più piccole chiese romaniche della Sardegna.